# عباس أباد (المزرعة الشمالية)
عباس أباد (بالفارسية: عباس‌آباد) هي قرية تقع في إيران في قسم المزرعة الشمالیة الريفي. يقدر عدد سكانها بـ 468 نسمة بحسب إحصاء 2016.